# Insurrection d'Hérat (1979)
Ne doit pas être confondu avec Insurrection d'Hérat (2001).
Conflit afghan
Batailles
- Révolution de Saur (1978)
- Insurrection d'Hérat (1979)
- Insurrection de Chindawol (1979)
- Insurrection de Bala Hissar (1979)
- Guerre d'Afghanistan (1979-1989)
- Guerre d'Afghanistan (1989-1992)
- Guerre d'Afghanistan (1992-1996)
- Guerre d'Afghanistan (1996-2001)
- Guerre d'Afghanistan (2001-2021)
- Conflit entre l'État islamique et les talibans (depuis 2015)
- Conflit du Panchir (depuis 2021)

L'insurrection d'Hérat de 1979 (dari : قیام هرات), connu localement sous le nom de soulèvement du 24e Hūt (dari : قیام بیست و چهار حوت) est un soulèvement qui a eu lieu dans et autour de la ville de Hérat, dans l'ouest de l'Afghanistan, pendant plusieurs jours en mars 1979. L'événement comprend à la fois un soulèvement populaire et une mutinerie des troupes de l'armée afghane contre la république démocratique d'Afghanistan. 
Le régime communiste fit d'abord appel à ses alliés soviétiques pour obtenir de l'aide, mais les dirigeants soviétiques refusèrent d'intervenir. Après la prise de la ville par les insurgés, qui l'ont détenue pendant environ une semaine, le régime parvient à la reprendre avec ses propres forces. Le bombardement aérien et la reprise d'Hérat qui suivront font entre 3 000 et 25 000 morts parmi ses habitants. Il s'agit de la pire flambée de violence armée dans le pays en 50 ans et de l'incident le plus meurtrier de la période 1978-1979 après la révolution de Saur et avant le début de l'occupation soviétique.